# 陳瑋 (峽江)
陳瑋（？—？），江西峡江人，清朝政治人物。举人出身。
康熙五十一年，擔任廣東廣州府永安縣知縣（現紫金縣知縣）。后由李世傑接任。